# لیلی ویلیامز
لیلی ویلیامز (انگلیسی: Lily Williams؛ زادهٔ ۲۴ ژوئن ۱۹۹۴) دوچرخه‌سوار اهل ایالات متحده آمریکا است.
وی در مسابقات کشوری و بین‌المللی در مجموع برندهٔ ۲ مدال طلا، ۱ مدال نقره شده‌است.